# 데이브 로저스

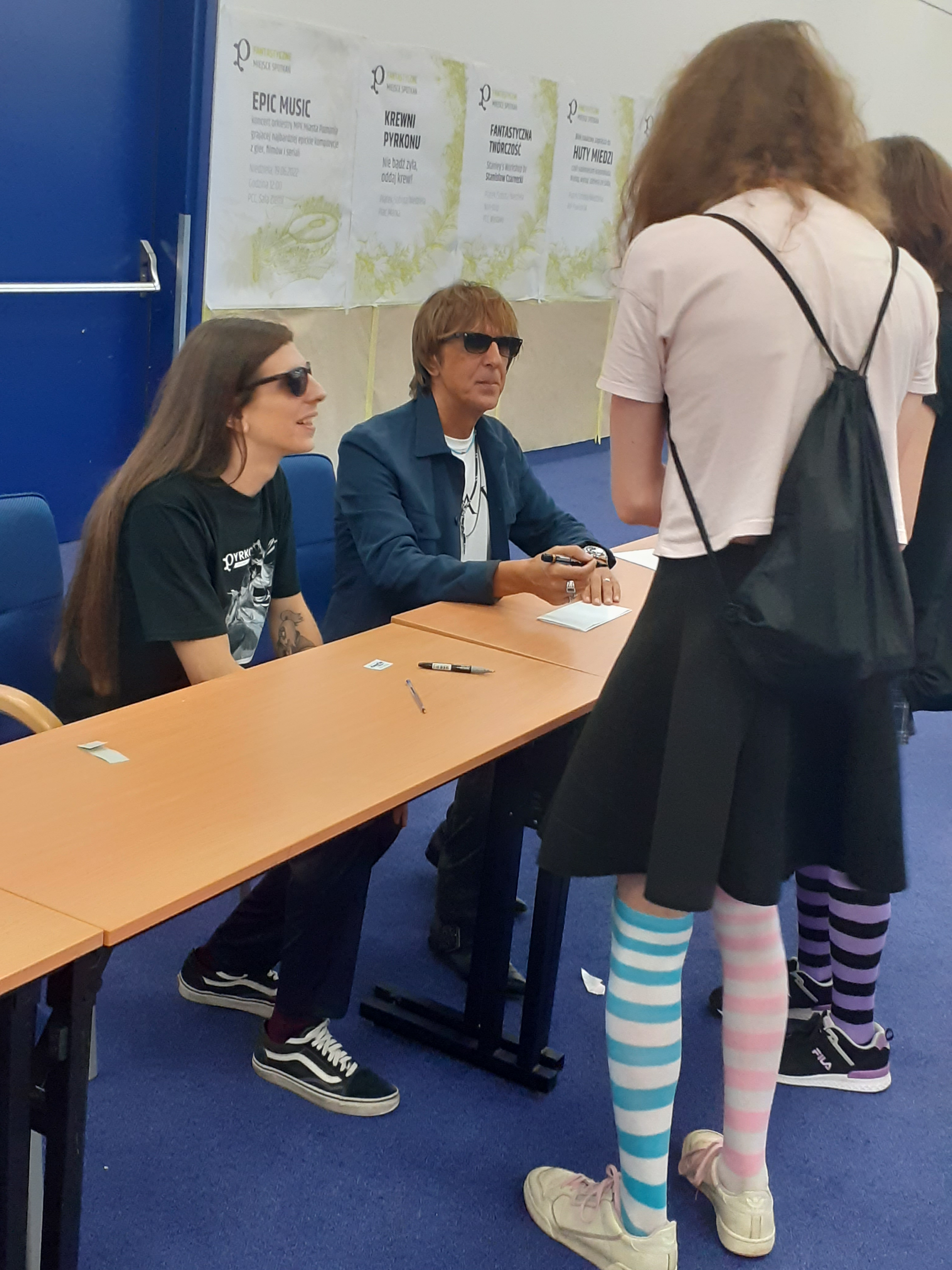

데이브 로저스(Dave Rodgers, 본명; 지안카를로 파스퀴니(Giancarlo Pasquini), 1963년 2월 21일 ~ )는 이탈리아 만토바에서 출생한 가수이자 작곡가, 음악 프로듀서이다. 유로비트 분야에서 가장 활발히 활동하고 있으며 이탈로 디스코, 하이퍼 테크노, 락 등 다른 장르의 곡들도 발표했다.
알레프(Aleph), The Big Brother, Robert Stone를 비롯해 수많은 예명으로 활동했다.
1990년 A-Beat C를 설립. 2010년 8월에는 A-Beat C를 떠나 선파이어 레코드(Sun Fire Records)를 설립하였다.

## 생애

### 이력
만토바의 C. Galliani 음악 학교를 졸업. 1981년에 알레프라는 프로젝트로 활동하기 시작했다. 1984년에는 Caravel Records에서 알레프의 첫 싱글인 In Your Eyes를 발표하는 한편 디스코매직(Discomagic) 레이블의 작곡가가 되었다. 1985년에는 디스코매직 산하의 타임 레코드(Time Records)와 계약했으며, 타임 레코드에서 발표한 알레프의 두 번째 싱글 Fly to me로 유명해진다. 1986년에 발표한 세 번째 싱글 Fire on the Moon도 성공을 거두었다.
1987년, 처음으로 데이브 로저스라는 예명을 사용하기 시작해 이 이름으로 Rich and Famous라는 싱글을 발표한다. 1988년에는 알레프의 첫 번째 정규 앨범 Black Out이 발표되었는데, 이 시기부터는 보컬뿐만이 아니라 작곡, 편곡, 레코딩 등 거의 모든 부분을 담당하게 된 것으로 추정된다. 이 앨범에서 보컬에는 본명인 잔카를로, 작곡과 편곡에는 M.Manzi라는 예명(Marco Manzi와 Donato Bellini는 알레프의 초기 멤버였다. 이후 잔카를로가 Manzi, 동료인 루이지 라이몬디Luigi Raimondi가 Bellini의 이름을 빌려 작곡 시 예명으로 사용한다), 레코딩에는 데이브 로저스라는 예명이 표기되었다.
1988년 11월에는 That's EUROBEAT SPECIAL GIGS를 통해 처음으로 일본에서 공연했다. 1989년에는 두 번째로 일본에서 공연을 했으며 알레프의 두 번째 정규 앨범인 Take My Life도 발표했다.
1990년에는 타임 레코드에서 독립해 당시 아내였던 도미노(Domino, 본명 Alessandra Mirka Gatti), 친구인 알베르토 콘티니와 함께 A-Beat C라는 레이블을 세운다. 당시 수퍼유로비트(Super Eurobeat) 컴필레이션 시리즈를 수입하던 일본의 소규모 레이블 에이벡스는 A-Beat C를 주목해 전속 계약을 맺었으며, 동시에 수퍼유로비트 컴필레이션의 판권을 사들여 9집부터는 수퍼유로비트 자체를 일본에서 제작하기 시작했다. 수퍼유로비트 9집에는 A-Beat C가 발매한 첫 싱글인 노마 셰필드(Norma Sheffield)의 Your Body Lies, A-Beat C의 두 번째 싱글이자 데이브가 Robert Stone이라는 예명으로 노래한 Pocket Time, A-Beat C의 세 번째 싱글이자 데이브가 The Big Brother라는 예명으로 노래한 Wild Reputation이 수록되었다. 이 중 특히 Wild Reputation은 일본의 유로비트 시장에서 큰 성공을 거둔다. 이후로 A-Beat C는 2010년까지 20년에 걸쳐 수퍼유로비트의 모든 시리즈에 곡을 제공했으며, 데이브는 대다수 곡의 제작에 참여했다.
일본의 유로비트 시장에서는 1990년 전후에 1차 붐, 90년대 중반에 2차 붐, 2000년 전후에 3차 붐이 있었으며, 그 동안 데이브는 프로듀서 및 가수로서 유로비트 시장에서 매우 중요한 위치를 차지했다. 특히 가수로서는 이니셜D 시리즈에 삽입된 Space Boy와 Deja Vu 등이 유명해져 현재까지 대표곡으로 꼽히고 있다. 2000년 SUPER EUROBEAT presents INITIAL D ~D NON-STOP MEGA MIX~가 일본 골드디스크 올해의 애니메이션 앨범으로, 2001년 수퍼유로비트 110이 일본 골드디스크 올해의 기획앨범으로 선정되었을 때 데이브가 대표로 무대에 올라 트로피를 받았다.
2000년대 중반 이후로 유로비트의 인기가 하락하면서 예전만큼 활동이 활발하지는 않으나, 여전히 수퍼유로비트 시리즈를 중심으로 댄스음악계에서 활동하고 있다. 2010년에는 A-Beat C를 사실상 정리하고 선파이어 레코드를 세웠다.
2016년부터는 다시 이탈로 디스코에 집중하고 있다. 한국과 일본 시간으로 2016년 1월 1일, 유럽 시간으로 2015년 12월 31일, 알레프의 데뷔 30주년을 기념해 Fly To Me를 리메이크한 Fly To Me [2016]을 Aleph feat. Dave Rodgers라는 이름으로 유튜브에 무료 공개했다. 2016년 1월 30일에는 멕시코에서 Patrick Miller Fest 2016에, 같은 해 5월과 12월에는 이탈로 디스코 이벤트인 I Venti Party에 알레프의 이름으로 출연해 80년대 이탈로 디스코 곡들을 불렀다. 2017년 1월에는 Fly To Me [2016]과 새로운 리믹스가 수록된 LP판을 발매했다.

### 사생활
부모와 여동생으로 이루어진 4인 가정에서 매우 행복한 어린 시절을 보냈다. 심한 스트레스를 받을 때면 어린 시절을 떠올리면서 위안을 얻을 정도라고 한다. 가족 중에 음악인은 없었지만, 아버지가 음악을 좋아해서 음반을 많이 모았고 최신 장비도 적극적으로 구입했다. 만 15세 때 처음으로 밴드의 보컬이 되었으며 주로 딥퍼플, 데이비드 보위, 롤링스톤즈 등의 락 음악을 노래했다.
알레프로 활동할 당시, 여섯 살 연하의 팬이었던 도미노와 교제를 시작. 1985년에 데이브가 Fire On The Moon의 내레이션과 코러스를 도미노에게 맡기면서 도미노는 음악계에 입문하게 된다. 이후 데이브가 마우로 파리나
와 함께 일하게 되었을 때, 데이브가 도미노를 마우로에게 소개함으로써 도미노는 정식으로 음악 활동을 시작했다. 1990년에 데이브는 도미노와 결혼했으며, 같은 해 설립한 A-Beat C에서 도미노가 중요한 역할들을 맡게 되면서 동업자로서도 더욱 긴밀한 관계가 된다. 두 사람이 처음으로 함께 부른 듀엣곡은 Bella & Blue라는 예명으로 Flea Records에서 발표된 Magic이다. 1991년에는 아들 페데리코 파스퀴니가 태어났다.
2003년 혹은 2004년 도미노와 이혼했으며 페데리코의 양육은 도미노가 맡게 되었다. 그러나 한편으로, 2005년 페데리코는 프레디 로저스(Freddy Rodgers)라는 예명으로 데이브의 프로듀스를 받아 유로비트 가수로 데뷔했다. 2006년에는 도미노가 A-Beat C 소속 프로듀서였던 산드로 올리바와 함께 Gogo's Music을 세워 독립하게 되었으며, 페데리코도 변성기가 지난 후 Gogo's Music으로 이적해 카이오(Kaioh)로 예명을 바꾼다.
이혼 직후, 22살 연하이고 유로비트와는 관계가 없는 프란체스카라는 여성과 교제. 2006년 I Venti D'Azzurro 공연에서도 함께 있는 모습이 목격되었다.
2010년에는 신인 유로비트 가수 겸 프로듀서인 푸투라(Futura, 본명 Evelyn Malferrari)와 함께 선파이어 레코드를 세웠으며, 이 레이블은 푸투라의 소유다. 2011년 7월 16일에 푸투라와 약혼했다고 밝혔고, 2015년 11월 파혼, 다시 2016년 1월 20일자로 결혼을 발표했다가 2016년 말 이혼했다. 발표는 모두 페이스북을 통해 이루어졌다.

## 노래

### Dave Rodgers
- 100
- 1 Fire(Super Eurobeat 221집 수록)
- Ale' Japan
- Avove The Lights
- All I Want For Christmas Is You
- Bad Power(Aleph 항목의 동명곡 리매이크)
- Beat Of The Rising Sun
- Black Fire
- Boom Boom Japan
- California Dreaming→캘리포니아의 꿈
- Come On Everybody
- Come On Let's Dance
- Crimson Kiss
- Dancing In The Starlight
- Deja Vu→데자뷰
- Disco Fire→디스코 파이어
- Dive Into Your Body
- Dancing In The Skylight
- Don't Let Me Cry
- Eldorado→엘도라도
- Get Wild
- Go To The Top→정상으로 가자
- Golden 70's Years
- I Was Made For Lovin' You
- I'll Be Your Hero→나는 너의 영웅이 될것이다
- Into The Sunrise (Super Eurobeat 223집 수록)
- Kingdom Of Rock→락의 왕국
- Let It Be
- Let's Go To The Show K2 The Auto Messe
- Like A Space Invader(자신의 영어 곡인 Space Invader를 일본어로 리메이크)
- Livin' La Vida Mickey
- Love In The Elevator
- Love Train→사랑의 열차
- Lucky Man→행운아
- Made In Japan
- Make A Movement!!→움직여봐!!
- Make Up Your Mind(Wain L에게 제공했던 곡을 리메이크)
- Magic Sunday(Feat.Futura) (Super Eurobeat 225집 수록)
- Merry Christmas Baby
- Milan Milan Milan
- Music For The People→사람들을 위한 음악
- My Dream Team Is Verdy
- Not Gonna Get Us
- Stay The Night→밤에 머물다
- Space Boy→우주인
- Space Invader
- The Race Is Over→레이스는 끝났다
- The Race Of The Night→밤의 레이스
- Wild Reputation 2005
- Woman From Tokyo→도쿄의 여인

### Aleph
- Bad Power
- Big Brother
- Black Out
- Bloody Feeling
- Break Away
- Check It Up
- Doctor→의사 선생님
- Fire On The Moon→달의 불꽃
- Fly To Me→내게로 날아와
- Generation Of Love→사랑의 시대
- Get Wild
- Hero→영웅
- I'm In Danger→나는 위험에 처했다
- In Your Eyes→너의 눈 안에
- Just For Love→그저 사랑을 위해
- Let The Music Play
- Never Let Me Down
- Silver
- Take My Life

### The Big Brother
- Big Time
- Dancing In The Fire
- Don't Go Breaking My Heart
- Knock On Wood
- L.A. Time
- Oh Oh Oh Girls Are Dancing
- Red Fire
- Rock And Roll
- Soul Gasoline
- Tears On My Eyes
- Wild Reputation

### Robert Stone
- Burning Heart
- Don't Give Up
- Pocket Time

### Roby Benvenuto
- Gringo

## 콘서트
단독 공연
- Aleph The First Concert In Tokyo '88(1988)
- Aleph 2nd Live In Tokyo'90(1990)
- Aleph The Concert In Sweden(2000)
- Dave Rodgers Osaka Automesse '00(2000)
- Dave Rodgers Osaka Automesse '04(2004)

합동 공연
- Avex Rave '94 Live in Tokyo Dome(1994)
- Melody Maker Party in Holland(2000)
- Parapara Paradise - Avex Rave '01(2001)
- Dave & Domino Osaka Automesse '02(2002)
- Osaka Automesse 2006: A Beat-C Live Stage(2006)
- I Venti d'Azzurro 20 years Celebration Party(2006)
- Patrick Miller Fest 2016(2016)

## 수상목록
- 1994 The Avex Best Artist 상
- 1997 Avex Entertainment Best Eurobeat Artist 상
- 1999 일본 골드디스크 올해의 애니메이션 앨범상(이니셜D)
- 2000 일본 골드디스크 올해의 기획앨범상(수퍼유로비트 110, 도미노와 함께 수상)

## 음반
- 1992년 9월 23일 : Dave Rodgers - TMN Song Meets Disco Style
- 1997년 4월 23일 : Dave Rodgers - Take Me Higher
- 2006년 3월 31일 : Dave Rodgers - Blow Your Mind

## 같이 보기
- 유로비트
- 이니셜 D